# 원더 휠

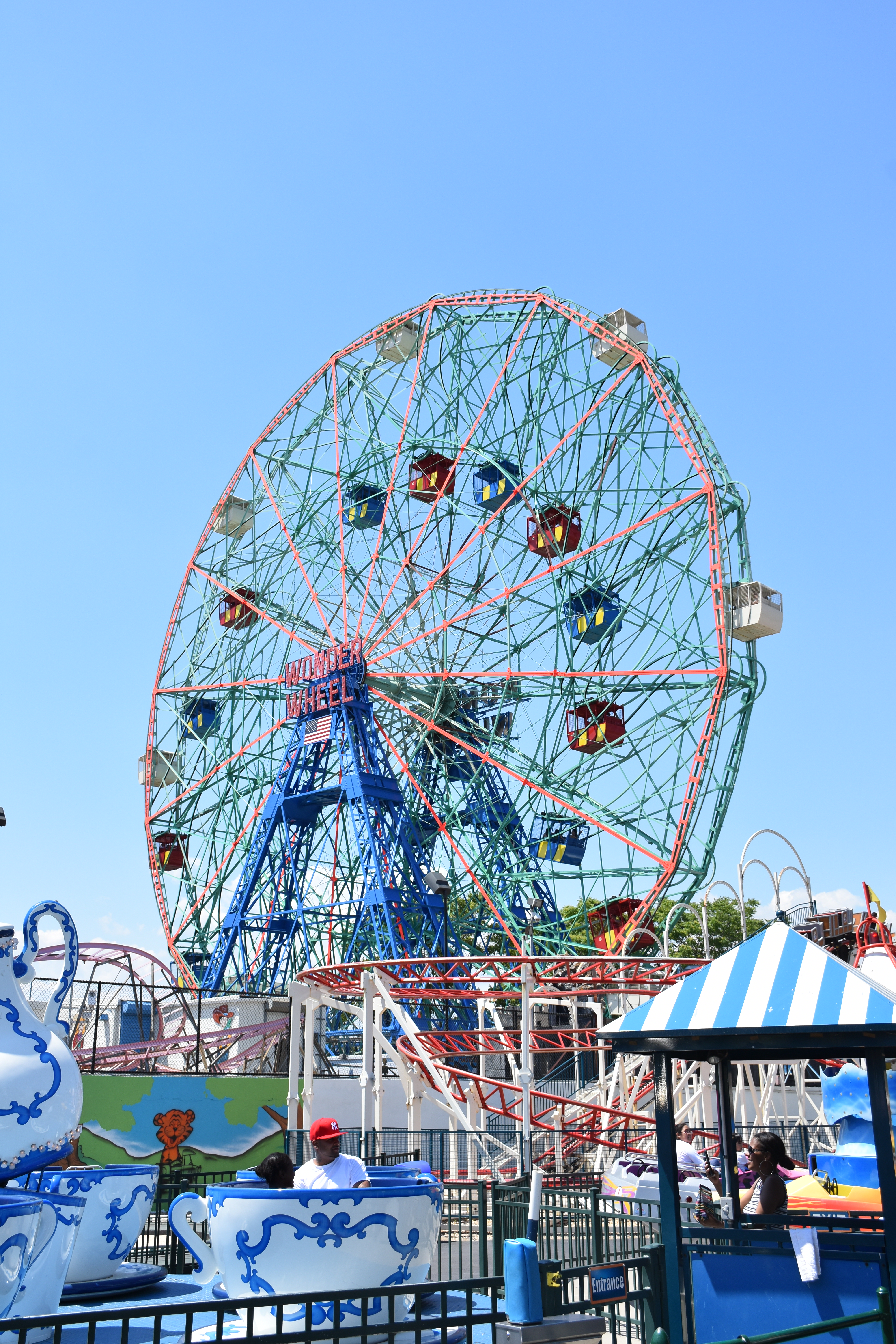
원더 휠 (2016년 6월)

원더 휠(영어: Wonder Wheel)은 미국 뉴욕주 뉴욕 브루클린 코니아일랜드에 있는 데노스 원더 휠 놀이공원에 있는 높이 45.7 미터 (150 ft)의 관람차이다.
일반적인 관람차의 구조와 달리, 이 관람차의 일부 곤돌라는 바퀴 모양의 프레임에 직접 고정되어 있지 않고, 바퀴의 회전에 의해 허브 (중심)과 림 (원주) 사이의 레일에 따라서 슬라이드하도록 되어 있다.